# 진천 정철 묘소
진천 정철 묘소(鎭川 鄭澈 墓所)는 충청북도 진천군 문백면 봉죽리에 있는, 조선 중기의 문신이며 시인인 송강 정철(1536∼1593)의 묘소이다. 1996년 1월 5일 충청북도의 기념물 제106호로 지정되었다.

## 개요
조선 중기의 문신이며 시인인 송강 정철(1536∼1593)의 묘소이다.
명종 17년(1562) 별시문과에 장원급제하였고, 여러 관직을 두루 거쳐 선조 17년(1584)에 대사헌이 되었다. 1589년 우의정이 되어 서인의 대표로 동인을 추방하였으며, 다음해 좌의정에 올랐다. 1591년 광해군의 책봉을 건의하여 파직하였으나, 1592년 임진왜란이 일어나자 경기·충청·전라의 3도체찰사가 되었고, 1593년 중국 명나라에 사신으로 다녀왔다.
정철은 정치가로서 큰 일을 많이 하였지만, 붕당 싸움에 말려 반대당의 배척을 받았다. 그러나 가사문학의 대가로 국문학에 크게 공헌하였으며, 작품으로는 《관동별곡》·《사미인곡》·《속미인곡》등의 가사와 시조 107수가 전한다.
묘는 송강사 남쪽 100m 지점에 위치하고 있는데, 원래 고양군(현 고양시) 원당면에 있던 것을 조선 현종 6년(1665)에 송시열 선생이 현 위치에 묘자리를 정하고 후손 정양이 이장하였다. 묘 앞에는 상석이 있고, 상석을 중심으로 좌우에는 망주석·문인석이 각 1쌍씩 있으며, 묘의 오른쪽에는 묘비가 있다.

## 같이 보기
- 정철

## 참고 자료
- 진천 정철 묘소 - 국가유산청 국가유산포털